# René Marie Albert Dupont
René Marie Albert Dupont, M.E.P. (Saint-Jean-le-Blanc, 2 de septiembre de 1929 - Andong, 10 de abril de 2025) fue un prelado católico francés. Se desempeñó como obispo de Andong entre 1969 y 1990.

## Biografía
Dupont fue ordenado sacerdote de la Sociedad de Misiones Extranjeras de París el 29 de junio de 1953. Llegó a la República de Corea en 1954. Según la agencia de noticias coreana Yonhap, «dedicó su vida al trabajo pastoral en la Corea del Sur rural», como sacerdote y obispo, y «fue enviado a Corea del Sur poco después de la Guerra de Corea [...] Dedicó más de 70 años a servir a las comunidades rurales a través de su misión pastoral».
Fue nombrado obispo de Andong el 29 de mayo de 1969. Recibió la ordenación episcopal el 25 de julio siguiente, de manos del cardenal Stephen Kim Sou-hwan, arzobispo de Seúl.
El 6 de octubre de 1990, se jubiló como obispo diocesano. Dupont continuó sirviendo en la zona rural de Corea del Sur hasta que su mala salud lo obligó a ser hospitalizado. En 2019, se le concedió la nacionalidad coreana honoraria «en reconocimiento a sus más de 60 años de trabajo en educación rural y desarrollo comunitario».
En 2022, fue protagonista de un documental y se mudó a una residencia de ancianos.
Murió el 10 de abril de 2025, en Andong, a los 95 años de edad.